# Casamento na Igreja Católica

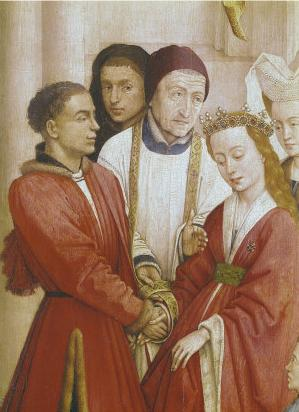
Matrimônio, Retábulo dos Sete Sacramentos, Rogier van der Weyden, c. 1445.

O casamento na Igreja Católica, também conhecido como sagrado matrimônio, é definido como o “pacto pelo qual um homem e uma mulher estabelecem entre si uma união para toda a vida, ordenada por sua natureza ao bem dos cônjuges e à procriação e educação da prole”. Além disso, “foi elevado por Cristo, o Senhor, à dignidade de um sacramento entre os batizados”. O direito matrimonial católico, baseado no direito romano no que se refere ao casamento como um acordo ou contrato mútuo e livre, tornou-se a base para o direito matrimonial de todos os países europeus, pelo menos até a Reforma Protestante.
A Igreja Católica reconhece como sacramentais: os casamentos entre dois cristãos não católicos batizados ou entre dois cristãos ortodoxos batizados, bem como os casamentos entre cristãos não católicos batizados e cristãos católicos. No entanto, no último caso, é necessário obter o consentimento do bispo diocesano, o que é denominado “dispensa para celebrar um casamento misto”. Para ilustrar o primeiro caso, por exemplo, “se dois luteranos se casam na Igreja Luterana na presença de um ministro luterano, a Igreja Católica reconhece isso como um sacramento válido do matrimônio”. Por outro lado, embora a Igreja Católica reconheça casamentos entre dois não cristãos ou entre um cristão católico e um não cristão, eles não são considerados sacramentais. No último caso, o cristão católico deve pedir permissão ao seu bispo para que o casamento ocorra; essa permissão é conhecida como “dispensa de disparidade de culto [en]”.
Os casamentos em que ambas as partes são fiéis católicos são normalmente realizados numa igreja católica, enquanto os casamentos em que uma das partes é fiel católica e a outra é não católica podem ser realizados numa igreja católica ou numa igreja não católica. No entanto, no último caso, é necessária a permissão do bispo ou do ordinário para que o casamento não tenha defeitos de forma.

## A visão da Igreja Católica sobre a importância do casamento
O Catecismo da Igreja Católica declara: “A comunidade íntima de vida e amor que constitui o estado conjugal foi estabelecida pelo Criador e dotada por Ele de suas próprias leis. [...] O próprio Deus é o autor do matrimônio. A vocação para o matrimônio está inscrita na própria natureza do homem e da mulher, tal como saíram das mãos do Criador. O casamento não é uma instituição puramente humana, apesar das muitas variações que pode ter sofrido ao longo dos séculos em diferentes culturas, estruturas sociais e atitudes espirituais. Essas diferenças não devem fazer com que se esqueçam suas características comuns e permanentes. Embora a dignidade dessa instituição não seja evidente em todos os lugares com a mesma clareza, há, em todas as culturas, um reconhecimento da grandeza da união matrimonial. O bem-estar da pessoa individual e da sociedade humana e cristã está ligado ao estado saudável da vida conjugal e familiar”.
Também afirma: “A Igreja atribui grande importância à presença de Jesus nas bodas de Caná. Ela vê nisso a confirmação da bondade do matrimônio e a proclamação de que, a partir de então, o matrimônio será um sinal eficaz da presença de Cristo. Em sua pregação, Jesus ensinou de maneira inequívoca o significado original da união entre o homem e a mulher, como o Criador a desejou desde o início: a permissão dada por Moisés para se divorciar da esposa era uma concessão à dureza dos corações. A união matrimonial entre o homem e a mulher é indissolúvel; o próprio Deus a estabeleceu: ‘Portanto, o que Deus uniu, não o separe o homem’. Essa insistência inequívoca na indissolubilidade do vínculo matrimonial pode ter deixado alguns perplexos e pode parecer uma exigência impossível de ser cumprida. No entanto, Jesus não impôs aos cônjuges um fardo impossível de suportar ou excessivamente pesado – mais pesado do que a Lei de Moisés. Ao vir para restaurar a ordem original da criação, perturbada pelo pecado, Ele mesmo concede a força e a graça para viver o matrimônio na nova dimensão do Reino de Deus”.

## História do casamento na Igreja Católica

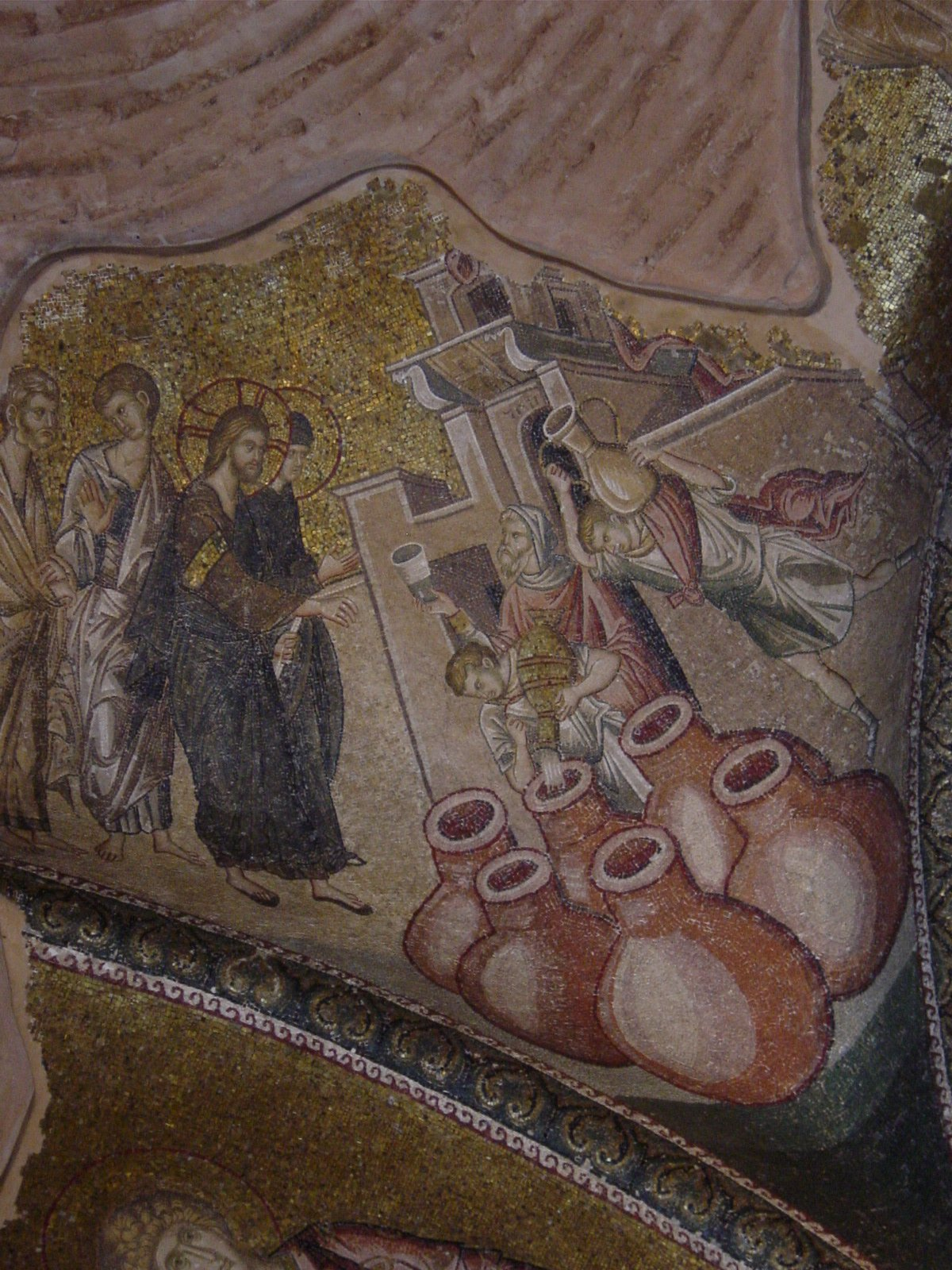
Mosaico representando a Bodas de Caná.

### Período inicial
O casamento era considerado uma etapa necessária para a vida adulta e era fortemente incentivado pela fé judaica. O autor da carta aos Hebreus afirmou que o casamento deveria ser honrado por todos, e os primeiros cristãos defendiam a santidade do casamento contra os gnósticos e os antinomianos.
Ao mesmo tempo, algumas das comunidades cristãs emergentes passaram a valorizar mais o estado de celibato do que o casamento, tomando o exemplo de Jesus como referência. Isso estava relacionado à crença generalizada na vinda iminente do Reino de Deus e, consequentemente, ao conselho de Jesus para evitar laços terrenos. O apóstolo Paulo, em suas cartas, também expressou uma preferência pelo celibato, mas reconheceu que nem todos os cristãos tinham a capacidade de viver dessa forma: “Agora, como uma concessão, não uma ordem, digo isto. Eu gostaria que todos fossem como eu. No entanto, cada um tem seu próprio dom de Deus, um de um tipo, outro de outro. Aos solteiros e às viúvas, digo que é bom que permaneçam como eu. Mas, se não conseguirem exercer autocontrole, que se casem. Pois é melhor casar-se do que viver ardendo de paixão”. Esse ensinamento sugeria que o casamento fosse visto como uma opção apenas para aqueles cristãos que achassem muito difícil manter o autocontrole e a abstinência, por não terem o dom do celibato. Armstrong argumenta que, em grande medida, os primeiros cristãos “valorizavam menos a família” e consideravam o celibato e a liberdade dos laços familiares como um estado preferível para aqueles que eram capazes de vivê-lo. No entanto, outros estudiosos atenuam essa visão, afirmando que Paulo não impunha o celibato nem insistia no casamento. A escolha das pessoas, segundo ele, reflete o dom de Deus. Assim, ele pressupõe que os casados não são chamados ao celibato.
O ensino sobre a superioridade da virgindade em relação ao casamento, expresso por Paulo, foi adotado pela Igreja primitiva, como evidenciado no Pastor de Hermas, do século II. Justino Mártir, escrevendo em meados do século II, orgulhava-se dos “muitos homens e mulheres de sessenta e setenta anos que, desde a infância, foram discípulos de Cristo e permaneceram puros”. A virgindade foi elogiada por Cipriano (c. 200–258) e outros líderes cristãos proeminentes. Philip Schaff reconhece que não se pode negar que a doutrina posterior do Concílio de Trento, no século XVI – “que é mais abençoado permanecer virgem ou celibatário do que unir-se em matrimônio” – refletia a visão predominante na Igreja cristã primitiva. Ao mesmo tempo, a Igreja desencorajava aqueles que “condenavam o casamento ou repudiavam uma mulher crente e devota que dormisse com seu próprio marido, como se ela não pudesse entrar no Reino [dos céus]”.
Durante grande parte da história da Igreja Católica, não havia um ritual específico prescrito para a celebração do casamento – pelo menos até o final do período medieval: “Os votos matrimoniais não precisavam ser trocados em uma igreja, nem era necessária a presença de um sacerdote. Um casal podia declarar seu consentimento em qualquer lugar, a qualquer momento.”

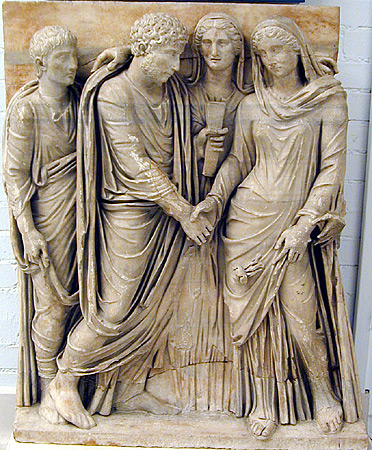
Casamento sem rito religioso.

### Padres da Igreja
Markus observa esse impacto na atitude cristã primitiva, especialmente quando a preocupação dos cristãos em relação ao sexo se intensificou após o ano 400: “A superioridade da virgindade e da abstinência sexual era amplamente aceita. No entanto, uma corrente obscura de hostilidade em relação à sexualidade e ao casamento se misturou com visões mais moderadas sobre o corpo. As opiniões divergiram, e a corrente principal do cristianismo foi influenciada por uma desconfiança marcante em relação à existência corporal e à sexualidade. Essa tendência persistente de 'encratismo' ganhou força nos debates sobre a perfeição cristã no final do século IV e início do século V.”
Embora os Padres da Igreja latina ou católica não condenassem o casamento, eles defendiam uma preferência pelo celibato e pela virgindade. O bispo Inácio de Antioquia, escrevendo por volta do ano 110 ao bispo Policarpo de Esmirna, afirmou: “Tanto os homens quanto as mulheres que desejam se casar devem formar sua união com a aprovação do bispo, para que o casamento seja de acordo com a vontade de Deus, e não movido por desejos passionais.”
Em sua Exortação à Castidade, Tertuliano argumentou que um segundo casamento, após a morte de um cônjuge, “deveria ser considerado uma forma de fornicação”. Ele baseou-se no Livro de Levítico, que proíbe o novo casamento dos sacerdotes da Antiga Lei, semelhante às orientações das epístolas pastorais de Paulo para o clero cristão. Ele usou isso como argumento contra o novo casamento, mesmo para os leigos, já que Cristo os fez “um reino, sacerdotes para seu Deus e Pai”. Ele questionou: “Se você é digamista (casado pela segunda vez), você batiza? Se você é digamista, você oferece? Quanto mais grave é para um leigo digamista agir como sacerdote, quando o próprio sacerdote, se se torna digamista, perde o direito de exercer funções sacerdotais! ‘Mas é por necessidade’, você diz. Nenhuma necessidade que possa ser evitada é justificável. Em suma, evite ser culpado de digamia e não se coloque em uma situação em que precise administrar o que um digamista não pode legalmente administrar. Deus deseja que todos estejamos preparados, a qualquer momento e lugar, para cumprir os deveres de Seus sacramentos.”
Em sua obra anterior, Ad uxorem, Tertuliano também se opôs aos segundos casamentos, mas afirmou que, se alguém precisasse se casar novamente, deveria ser com um cristão. Em outros escritos, ele expressou visões mais moderadas sobre o casamento, e em De Anima declarou explicitamente que “o estado matrimonial é abençoado, não amaldiçoado por Deus”. Adhémar d'Alès comentou: “Tertuliano escreveu muito sobre o casamento, e em nenhum outro assunto ele se contradisse tanto”.
Cipriano (c. 200–258), bispo de Cartago, recomendou em seus Três Livros de Testemunhos contra os Judeus que os cristãos não se casassem com pagãos. Dirigindo-se às virgens consagradas, ele escreveu: “O primeiro mandamento ordenava crescer e multiplicar-se; o segundo ordenava a continência. Enquanto o mundo ainda era bruto e vazio, fomos chamados a propagar-nos por meio da geração, para aumentar a humanidade. Agora, quando o mundo está cheio e a Terra é povoada, aqueles que podem abraçar a continência, vivendo como eunucos, são chamados a fazê-lo pelo reino. O Senhor não ordena isso, mas o recomenda; Ele não impõe o jugo da necessidade, pois a livre escolha da vontade é preservada.”
Jerônimo (c. 347 - 420), comentando a carta de Paulo aos Coríntios, escreveu: “Se ‘é bom que um homem não toque em uma mulher’, então é ruim que ele toque em uma, pois o ruim, e somente o ruim, é o oposto do bom. Mas se, apesar de ruim, for venial, então é permitido evitar algo que seria pior do que ruim. Observe o cuidado do Apóstolo. Ele não diz: 'É bom não ter uma esposa', mas 'É bom que um homem não toque em uma mulher'. ... Não estou expondo a lei em relação a maridos e esposas, mas discutindo a questão geral da relação sexual - como, em comparação com a castidade e a virgindade, a vida dos anjos, 'É bom que o homem não toque na mulher'”. Ele também argumentou que o casamento distraía da oração e, portanto, a virgindade era melhor: “Se devemos orar sempre, segue-se que nunca devemos estar sob a escravidão do matrimônio, pois sempre que eu der à minha esposa o que lhe é devido, não poderei orar. A diferença, portanto, entre o casamento e a virgindade é tão grande quanto a diferença entre não pecar e fazer o bem; ou melhor, para ser menos severo, tão grande quanto a diferença entre o bem e o melhor”. Com relação ao clero, ele disse: “Agora, um sacerdote deve sempre oferecer sacrifícios para o povo: ele deve, portanto, sempre orar. E se ele deve sempre orar, ele deve sempre ser liberado dos deveres do casamento”. Ao se referir ao capítulo 2 de Gênesis, ele argumentou ainda que, “enquanto a Escritura, no primeiro, terceiro, quarto, quinto e sexto dias, relata que, tendo terminado as obras de cada um, Deus viu que era bom, no segundo dia omitiu isso completamente, deixando-nos entender que dois não é um bom número porque destrói a unidade e prefigura o pacto matrimonial”. Jerônimo reafirmou Gênesis 1:28 (“Deus os abençoou, e Deus lhes disse: Sede fecundos, multiplicai-vos e enchei a terra”) e Hebreus 13:4 (“O casamento é honroso em tudo”), e se distanciou da depreciação do casamento feita por Marcião e Maniqueu, e de Taciano, que considerava impura toda relação sexual, mesmo no casamento.
Havia, é claro, pontos de vista contrários. Pelágio achava que Jerônimo demonstrava amarga hostilidade ao casamento, semelhante ao dualismo maniqueísta, uma acusação que Jerônimo tentou refutar em seu Adversus Jovinianum: “Não seguimos os pontos de vista de Marcião e Maniqueu, e menosprezamos o casamento; nem, enganados pelo erro de Taciano, o líder dos Encratitas, pensamos que toda relação sexual é impura; ele condena e rejeita não apenas o casamento, mas também o alimento que Deus criou para o uso do homem. Sabemos que em uma grande casa não há apenas vasos de ouro e prata, mas também de madeira e barro. [...] Ao mesmo tempo em que honramos o casamento, preferimos a virgindade, que é o resultado do casamento. A prata deixará de ser prata, se o ouro for mais precioso que a prata?" Em outro lugar, ele explicou: “Alguém pode dizer: 'E você ousa menosprezar o casamento, que é abençoado pelo Senhor?' Não é menosprezar o casamento quando a virgindade é preferida a ele. Ninguém compara o mal com o bem. Que as mulheres casadas também se glorifiquem, pois elas vêm em segundo lugar em relação às virgens. Aumentai, diz Ele, e multiplicai-vos, e enchei a terra. Que aquele que deve encher a terra aumente e se multiplique. Sua companhia está no céu." Zombando de um monge que o acusou de condenar o casamento, Jerônimo escreveu: ‘Ele deve ouvir pelo menos o eco do meu grito: ’Eu não condeno o casamento‘, ’Eu não condeno o matrimônio'. De fato - e digo isso para deixar meu significado bem claro para ele - eu gostaria que cada um tomasse uma esposa que, por ficar assustada à noite, não consegue dormir sozinha”.
Foi Agostinho (354-430), cujos pontos de vista posteriormente influenciaram fortemente a teologia ocidental, que foi o mais influente no desenvolvimento de uma teologia da sacramentalidade do casamento cristão. Em sua juventude, Agostinho também foi um seguidor do maniqueísmo, mas após sua conversão ao cristianismo, ele rejeitou a condenação maniqueísta do casamento e da reprodução por aprisionar a luz espiritual dentro da escuridão material. Posteriormente, ele passou a ensinar que o casamento não é mau, mas bom, mesmo que não esteja no nível de escolher a virgindade: “O casamento e a fornicação não são dois males, dos quais o segundo é pior; mas o casamento e a continência são dois bens, dos quais o segundo é melhor."
Em sua obra On the Good of Marriage (Sobre o Bem do Matrimônio), de 401, Agostinho distinguiu três valores no casamento: fidelidade, que é mais do que sexual; descendência, que “implica a aceitação dos filhos no amor, sua criação no afeto e sua educação na religião cristã”; e sacramento, na medida em que sua indissolubilidade é um sinal da unidade eterna dos abençoados. Como os outros Padres da Igreja do Oriente e do Ocidente, Agostinho ensinou que a virgindade é um modo de vida superior, embora não seja dado a todos viver nesse nível superior. Em seu De bono coniugali (Sobre o Bem do Matrimônio), ele escreveu: “Sei o que as pessoas estão murmurando: ‘Suponhamos’, comentam, ‘que todos procurem se abster de toda relação sexual? Como a raça humana sobreviveria? Eu só gostaria que essa fosse a preocupação de todos, desde que fosse proferida com caridade, 'de um coração puro, uma boa consciência e fé não fingida'; então a cidade de Deus seria preenchida muito mais rapidamente e o fim do mundo seria apressado.” Armstrong vê isso como uma dimensão apocalíptica no ensino de Agostinho. Reynolds diz que o comentário de Agostinho sobre essa objeção hipotética de Joviniano pode ter sido que a santidade de uma igreja na qual todos tivessem escolhido o celibato significaria que ela teria membros suficientes para encher a cidade de Deus ou que a igreja, dessa forma, reuniria almas para si mesma ainda mais rapidamente do que já estava fazendo. No entanto, o nome de Agostinho “poderia, de fato, ser invocado durante os séculos medievais para reforçar a exaltação da virgindade às custas do casamento e para reduzir o papel da sexualidade mesmo dentro do casamento cristão”.
Finalmente, Isidoro de Sevilha (c. 560 - 636) refinou e ampliou a formulação de Agostinho, fazendo parte da cadeia pela qual ela foi transmitida para a Idade Média. Embora não seja um pai da Igreja, mas pertença ao mesmo período, na biografia de Adomnan de Iona sobre São Columba, o santo é mencionado em um ponto em que encontra uma mulher que se recusa a dormir com seu marido e a cumprir seus deveres matrimoniais. Quando Columba encontra a mulher, ela diz que faria qualquer coisa, até mesmo ir para um monastério e se tornar uma freira, em vez de dormir com ele. Columba diz à mulher que o mandamento de Deus é que ela durma com o marido e não deixe o casamento para se tornar freira, porque, uma vez casados, os dois se tornam uma só carne.

### Período medieval

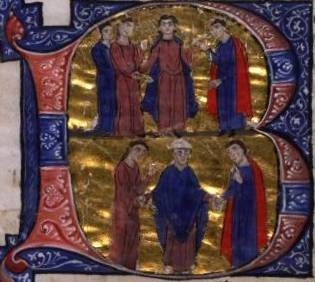
Noivado e casamento por volta de 1200.

#### Desenvolvimento sacramental
A Igreja cristã medieval, seguindo a orientação de Agostinho, desenvolveu o entendimento sacramental do matrimônio. Entretanto, mesmo nesse estágio, a Igreja Católica não considerava os sacramentos iguais em importância. O casamento nunca foi considerado um dos sacramentos da iniciação cristã (Batismo, Confirmação, Eucaristia) ou daqueles que conferem um caráter (Batismo, Confirmação, Ordem Sagrada).
Com o desenvolvimento da teologia sacramental, o casamento foi incluído entre os sete sacramentos aos quais o termo “sacramento” foi aplicado. A classificação explícita do casamento dessa forma surgiu em reação ao ensinamento contrário dos cátaros, que afirmavam que o casamento e a procriação eram maléficos. A primeira declaração oficial de que o casamento é um sacramento foi feita no Sínodo de Verona, em 1184, como parte de uma condenação dos cátaros. Em 1208, o Papa Inocêncio III exigiu que os membros de outro movimento religioso, os valdenses, reconhecessem que o casamento é um sacramento como condição para serem recebidos de volta na Igreja Católica. Em 1254, os católicos acusaram os valdenses de condenar o sacramento do matrimônio, “dizendo que as pessoas casadas pecam mortalmente se se unirem sem a esperança de ter filhos”. O Quarto Concílio de Latrão, em 1215, já havia declarado, em resposta ao ensinamento dos cátaros: “Pois não apenas as virgens e o continente, mas também as pessoas casadas encontram o favor de Deus pela fé correta e pelas boas ações e merecem alcançar a bem-aventurança eterna”. O casamento também foi incluído na lista dos sete sacramentos no Segundo Concílio de Lyon, em 1274, como parte da profissão de fé exigida de Miguel VIII Paleólogo. Os sacramentos do matrimônio e da ordem sacra foram distinguidos como sacramentos que visam o “crescimento da Igreja” dos outros cinco sacramentos, que se destinam à perfeição espiritual dos indivíduos. O Concílio de Basileia-Ferrara-Florença, em 1439, reconheceu novamente o matrimônio como um sacramento.
A visão medieval da sacramentalidade do matrimônio foi descrita da seguinte forma: “Assim como os outros sacramentos, os escritores medievais argumentavam que o casamento era um instrumento de santificação, um canal de graça que fazia com que os dons e as bênçãos de Deus fossem derramados sobre a humanidade. O casamento santificava o casal cristão, permitindo que eles cumprissem a lei de Deus para o casamento e fornecendo-lhes um modelo ideal de casamento em Cristo, o noivo, que tomou a Igreja como sua noiva e concedeu-lhe o mais alto amor, devoção e sacrifício, até o ponto da morte.”

#### Prática litúrgica
O matrimônio, durante a maior parte da história da Igreja, foi celebrado (como em tradições como a romana e a judaica) sem o clero e de acordo com os costumes locais. O primeiro relato escrito detalhado disponível de um casamento cristão no Ocidente data do século IX e parece ser idêntico ao antigo serviço nupcial da Roma Antiga. Entretanto, as primeiras testemunhas da prática de intervenção do clero no casamento dos primeiros cristãos incluem Tertuliano, que fala de cristãos “solicitando casamento” a eles, e Inácio de Antioquia, que disse que os cristãos deveriam formar sua união com a aprovação do bispo — embora a ausência do clero não fosse um impedimento, e não há nenhuma sugestão de que a recomendação tenha sido amplamente adotada.
No século IV, na Igreja Oriental, era costume em algumas áreas que os casamentos recebessem uma bênção de um sacerdote para garantir a fertilidade. Há também alguns relatos de serviços nupciais religiosos a partir do século VII. Entretanto, enquanto no Oriente o sacerdote era visto como ministro do sacramento, no Ocidente eram as duas partes do casamento (se batizadas) que efetivamente ministravam, e a palavra concordante delas era prova suficiente da existência de um casamento sacramental, cuja validade não exigia nem a presença de testemunhas nem a observância da lei do Quarto Concílio de Latrão de 1215, que exigia a publicação dos banhos de casamento.
Assim, com poucas exceções locais, até mesmo em casos posteriores ao Concílio de Trento, os casamentos na Europa eram realizados por consentimento mútuo, declaração de intenção de se casar e subsequente união física das partes. O casal prometia verbalmente um ao outro que se casaria; não era necessária a presença de um sacerdote ou de testemunhas. Se fosse dada livremente e feita no tempo presente (por exemplo, “Eu me caso com você”), era inquestionavelmente vinculante; se feita no tempo futuro (“Eu me casarei com você”), constituiria um noivado. Uma das funções das igrejas na Idade Média era registrar os casamentos, embora isso não fosse obrigatório. Não havia envolvimento do Estado no casamento e no status pessoal, e essas questões eram julgadas em tribunal eclesiástico. Durante a Idade Média, os casamentos eram arranjados, às vezes logo no nascimento, e essas promessas de casamento eram frequentemente usadas para garantir tratados entre diferentes famílias reais, nobres e herdeiros de feudos. A Igreja resistiu a essas uniões impostas e aumentou o número de causas para a anulação desses arranjos. À medida que o cristianismo se espalhou durante o período romano e a Idade Média, a ideia de livre escolha na seleção de parceiros matrimoniais aumentou e se espalhou com ela.
A validade de tais casamentos, mesmo que celebrados sob uma árvore, em uma taverna ou em uma cama, era mantida até mesmo contra um casamento posterior em uma igreja. Mesmo depois que o Concílio de Trento tornou a presença do pároco ou de seu delegado e de pelo menos mais duas testemunhas uma condição para a validade, a situação anterior continuou em muitos países onde seu decreto não foi promulgado. Isso terminou somente em 1908, com a entrada em vigor do decreto Ne Temere.
No século XII, o Papa Alexandre III decretou que o que tornava um casamento válido era o livre consentimento mútuo dos próprios cônjuges, e não uma decisão de seus pais ou tutores. Depois disso, os casamentos clandestinos ou fugas de jovens começaram a proliferar, o que fez com que os tribunais eclesiásticos tivessem que decidir qual dos vários casamentos que um homem era acusado de celebrar era o primeiro e, portanto, o válido. Da mesma forma, hoje em dia, os católicos são proibidos de contrair casamentos mistos sem a permissão de uma autoridade da Igreja, mas se alguém contrair um casamento desse tipo sem permissão, o casamento é considerado válido, desde que as outras condições sejam cumpridas, embora ilícito.

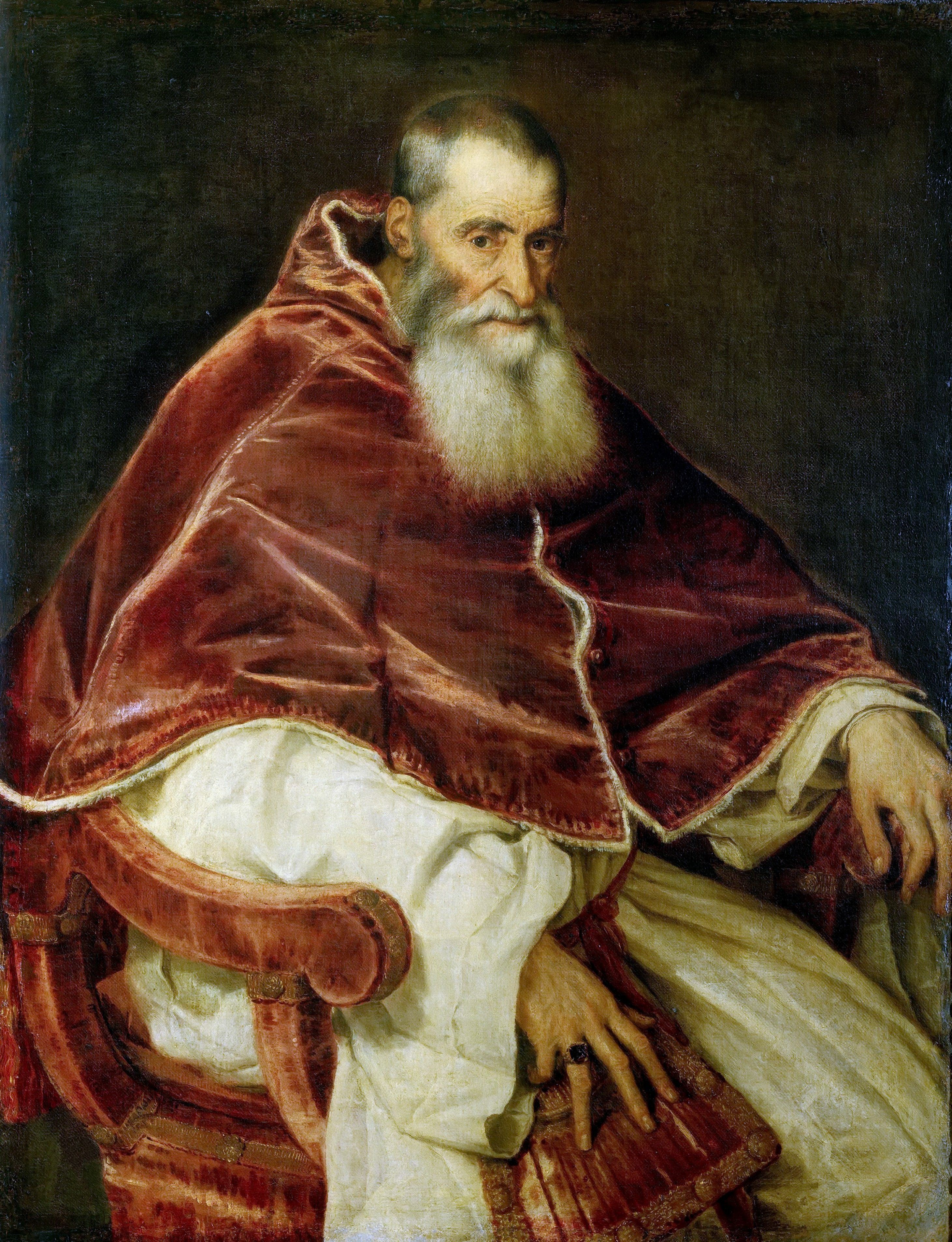
Papa Paulo III por Ticiano 1490-1576, c. 1543, Reinado de 13 de outubro de 1534 a 10 de novembro de 1549, Presidiu parte do Concílio de Trento.

### Contra-Reforma
No século XVI, vários grupos que aderiram à Reforma Protestante rejeitaram, em diferentes graus, a natureza sacramental da maioria dos sacramentos católicos. Em reação, o Concílio de Trento, em 3 de março de 1547, nomeou e definiu cuidadosamente os sacramentos da Igreja Católica, reafirmando o ensinamento de que o casamento é um sacramento, conforme declarado em 1184, 1208, 1274 e 1439. Relembrando as escrituras, as tradições apostólicas e as declarações de concílios anteriores e dos Padres da Igreja, os bispos declararam que havia precisamente sete sacramentos, sendo o matrimônio um deles, e que todos os sete são verdadeiramente e propriamente sacramentos.
Erasmo de Roterdão influenciou o debate na primeira parte do século XVI ao publicar, em 1518, um ensaio em louvor ao matrimônio (Encomium Matrimonii), no qual argumentava que o estado de solteiro era “um modo de vida estéril que dificilmente tornaria um homem”. O teólogo Josse van Clichtove [en], que trabalhava na Universidade de Paris, interpretou esse ensaio como um ataque à castidade, mas Erasmo encontrou o favor dos reformadores protestantes, que reconheceram o argumento como uma ferramenta útil para minar o celibato clerical obrigatório e o monasticismo. Diarmaid MacCulloch argumentou que a ação tomada em Trento foi, portanto, em parte uma resposta do catolicismo romano para demonstrar que levava o casamento e a família tão a sério quanto os protestantes.
Em 11 de novembro de 1563, o Concílio de Trento condenou o ponto de vista de que “o estado matrimonial deve ser colocado acima do estado de virgindade ou celibato, e que não é melhor e mais abençoado permanecer na virgindade ou no celibato do que unir-se em matrimônio.” Enquanto os católicos defendiam o caráter sobrenatural do casamento, eram os protestantes que o viam como não sendo um sacramento e admitiam o divórcio.
O decreto Tametsi [en], de 1563, foi uma das últimas decisões tomadas em Trento. O decreto procurou efetivamente impor o controle da Igreja sobre o processo de casamento, estabelecendo condições rigorosas para o que constituía um casamento. John P. Beal diz que o Concílio, “irritado com o castigo dos reformadores protestantes pelo fracasso da Igreja Católica em extirpar os casamentos clandestinos”, emitiu o decreto “para se proteger contra casamentos inválidos e abusos em casamentos clandestinos”, que haviam se tornado “o flagelo da Europa”. Em 1215, o Quarto Concílio de Latrão proibiu os casamentos celebrados clandestinamente, mas, a menos que houvesse algum outro impedimento, considerou-os válidos, embora ilícitos. O Tametsi tornou um requisito, até mesmo para a validade, em qualquer área em que o decreto fosse oficialmente publicado, que o casamento fosse realizado na presença do pároco e de pelo menos duas testemunhas, o que revolucionou a prática anterior, pois “os casamentos que não atendessem a esses requisitos seriam considerados inválidos e sem efeito a partir do momento da promulgação do decreto”. Além disso, exigiu que o padre mantivesse registros escritos, o que fez com que os pais tivessem mais controle sobre os casamentos dos filhos do que antes. O decreto também instituiu controles sobre os casamentos de pessoas sem endereço fixo (“os vagabundos devem se casar com cautela”), regulamentou os horários em que os casamentos poderiam ser celebrados, aboliu a regra de que a relação sexual criava afinidade e reiterou a proibição do concubinato.
Por medo de que o decreto “identificasse e multiplicasse o número de casamentos duvidosos, especialmente nas áreas protestantes, onde os casamentos ‘mistos’ eram comuns”, o Concílio hesitou em impô-lo imediatamente e decidiu tornar sua aplicação dependente de promulgação local. De fato, o Tametsi nunca foi proclamado em todo o mundo. Ele não teve efeito na França, Inglaterra, Escócia e em muitos outros países.  Em 1907, foi substituído pelo decreto Ne Temere, que entrou em vigor universalmente na Páscoa de 1908.

## Validade do casamento na Igreja Católica
A Igreja Católica também estabelece requisitos para que os católicos sejam considerados validamente casados aos olhos da Igreja. Um casamento católico válido resulta de quatro elementos:
1. Os cônjuges são livres para se casar;
2. Eles trocam livremente seu consentimento;
3. Ao consentir em se casar, eles têm a intenção de se casar por toda a vida, de serem fiéis um ao outro e de estarem abertos a filhos; e
4. Seu consentimento é dado na forma canônica, ou seja, na presença de duas testemunhas e perante um ministro da Igreja devidamente autorizado.

Exceções a esse último requisito devem ser aprovadas pela autoridade eclesiástica. A Igreja oferece aulas vários meses antes do casamento para ajudar os participantes a informar seu consentimento. Durante ou antes desse período, os futuros cônjuges são confirmados se ainda não tiverem recebido a confirmação anteriormente, desde que isso possa ser feito sem grandes inconvenientes (Cânone 1065).
A Igreja Católica também reconhece como sacramentais:
1. Os casamentos entre dois protestantes batizados ou entre dois cristãos ortodoxos batizados;
2. Os casamentos entre cristãos não católicos batizados e cristãos católicos, embora, no último caso, o consentimento do bispo diocesano deva ser obtido, sendo isso denominado “permissão para contrair um matrimônio misto”.[4]

Para ilustrar o primeiro caso, por exemplo, “se dois luteranos se casam na Igreja Luterana na presença de um ministro luterano, a Igreja Católica reconhece isso como um sacramento válido do matrimônio”. Por outro lado, embora a Igreja Católica reconheça os casamentos entre dois não cristãos ou entre um cristão católico e um não cristão, esses não são considerados sacramentais. No último caso, o cristão católico deve pedir permissão ao seu bispo para que o casamento ocorra; essa permissão é conhecida como “dispensa de disparidade de culto”. A Igreja prefere que os casamentos entre católicos ou entre católicos e outros cristãos sejam celebrados na igreja paroquial de um dos cônjuges. Aqueles que auxiliam na preparação do casal para o casamento podem ajudar no processo de obtenção da permissão. Nas circunstâncias atuais, com as comunidades não mais tão homogêneas religiosamente, a autorização é concedida com mais facilidade do que nos séculos anteriores.

### Forma canônica
A forma canônica do casamento começou a ser exigida com o decreto Tametsi emitido pelo Concílio de Trento em 11 de novembro de 1563. O decreto Ne Temere, do Papa Pio X, em 1907, tornou a forma canônica uma exigência, mesmo em locais onde o decreto do Concílio de Trento não havia sido promulgado.
Apesar de permitir exceções, a forma canônica do casamento, conforme estabelecido nos Cânones 1055-1165 do Código de Direito Canônico de 1983 e nos Cânones 776-866 do Código de Cânones das Igrejas Orientais, normalmente reconhece os casamentos de católicos como válidos somente se contraídos perante o bispo local ou um pároco delegado pelo bispo, ou (somente na Igreja Latina) um diácono delegado por eles, e também na presença de pelo menos duas testemunhas. Em épocas anteriores, a validade não dependia do cumprimento dessas duas condições.
Liberdade para se casar
Os participantes de um contrato de casamento devem ter a liberdade de se casar, ou seja, não deve haver nenhum impedimento de acordo com o direito canônico.
Impedimentos
Um casamento católico não pode ser formado se um ou mais dos seguintes impedimentos estiverem presentes, embora para alguns deles possa ser concedida uma dispensa:
- Impotência anterior e perpétua, seja por parte do homem ou da mulher;[80]
- Consanguinidade até o quarto grau na linha colateral (primo de primeiro grau), incluindo adoção legal até a segunda linha colateral;[81]
- Afinidade - relacionamento por casamento, como, por exemplo, com uma sogra, na linha direta;[82]
- Vínculo anterior - o vínculo de um casamento anterior;[83]
- Aqueles em ordens sagradas;[84]
- Voto público e perpétuo de castidade em um instituto religioso;[85]
- Disparidade de culto - uma das pessoas foi batizada na Igreja Católica ou nela recebida, e a outra não é batizada;[86]
- Crimen - uma das partes conspira previamente para se casar sob a condição da morte de seu cônjuge enquanto ainda casado; também chamado de conjugicídio;[87]
- A idade mínima para contrair um matrimônio válido não foi atingida (14 anos para mulheres e 16 anos para homens);[88]

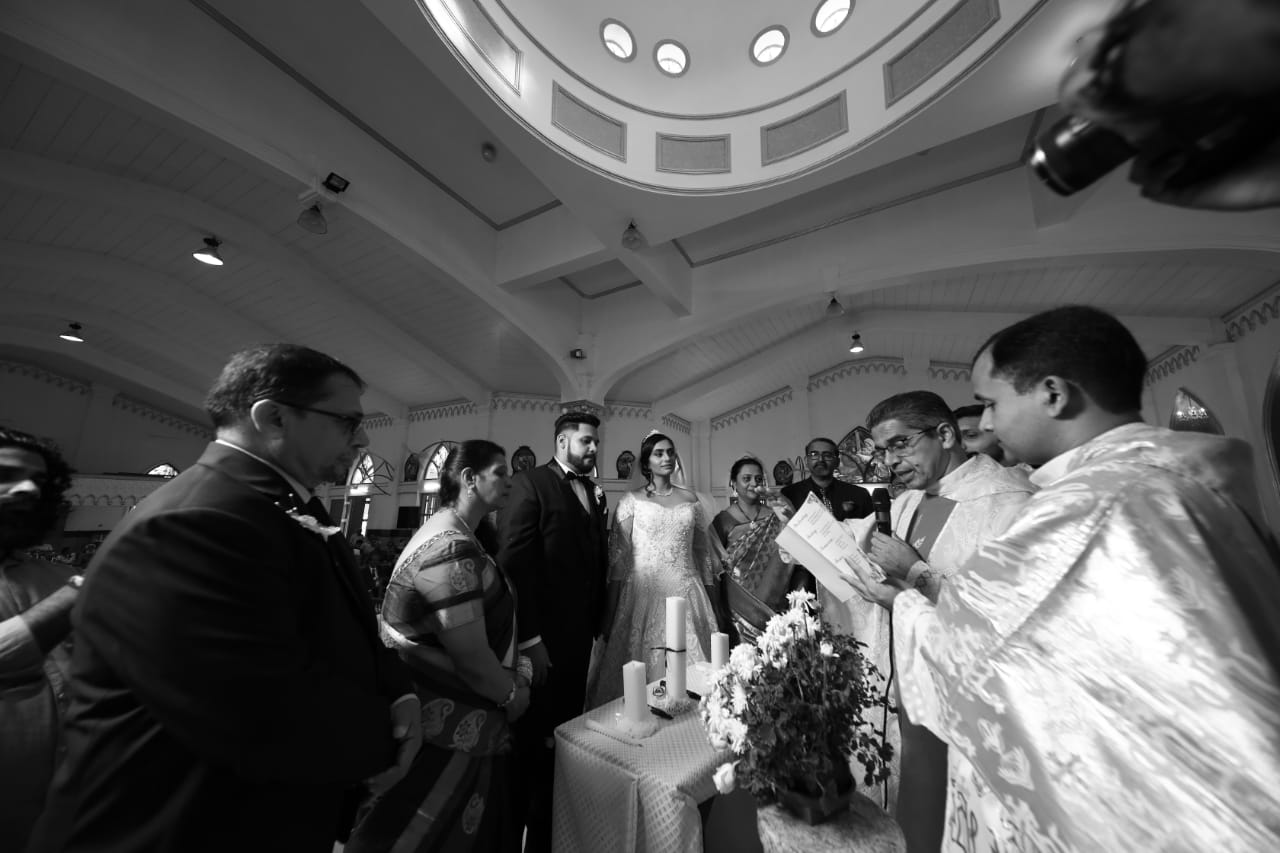
Sacerdote lendo a bênção em um casamento católico, 2018.

- Rapto.[89]

#### Épocas do ano para celebrar um casamento
Na Igreja Latina, o matrimônio pode ser celebrado durante a Quaresma, inclusive em uma Missa Nupcial; no entanto, é considerado inadequado realizar tal celebração durante a Semana Santa e impossível durante o Tríduo Pascal. Em princípio, nenhum dia da semana é excluído para a celebração do casamento. Algumas Igrejas Católicas Orientais, no entanto, não permitem o casamento durante a Quaresma. Antigamente, embora a Igreja Latina permitisse que o casamento fosse celebrado em qualquer época do ano, ela proibia a bênção solene de casamentos durante o Advento, no dia de Natal, durante a Quaresma e no domingo de Páscoa.

### Casamentos mistos
Embora o casamento entre um católico e qualquer não católico seja comumente chamado de casamento misto, no sentido estrito, um casamento misto é aquele entre um católico (batizado na Igreja Católica ou recebido nela) e um cristão não católico, conhecido na linguagem popular como casamento interdenominacional [en].
A Igreja Católica, desde o início, se opôs ao casamento entre um católico e qualquer não católico, batizado ou não, considerando-o "degradante para o caráter sagrado do matrimônio, envolvendo uma comunhão em coisas sagradas com aqueles que estão fora do rebanho. [...] Era natural e lógico que a Igreja fizesse tudo o que estivesse ao seu alcance para impedir que seus filhos contraíssem matrimônio com pessoas fora de seu âmbito, que não reconheciam o caráter sacramental da união em que estavam entrando”. A Igreja, portanto, via como obstáculos ao casamento de um católico o que veio a ser chamado de dois impedimentos: religião mista (em latim: mixta religio) e diferença de culto (disparitas cultus).

#### Casamento com um cristão não católico
Desde o início, os concílios da Igreja proibiram os cristãos católicos de se casarem com hereges ou cismáticos. Diferentemente do casamento com um não cristão, que passou a ser considerado inválido, o casamento com um herege era visto como válido, embora ilícito, a menos que uma dispensa fosse obtida. A oposição da Igreja a essas uniões é muito antiga. Os primeiros concílios regionais, como o Concílio de Elvira, do século IV, e o Concílio de Laodicéia, legislaram contra essas uniões; e o Concílio ecumênico de Calcedônia proibiu essas uniões, especialmente entre membros dos graus eclesiásticos inferiores e mulheres hereges.
Em 692, o Concílio de Trullo declarou esses casamentos inválidos, uma decisão aceita no Oriente, mas não no Ocidente. Com a Reforma no século XVI, foi aprovada mais legislação sobre casamentos mistos. Nos países em que o decreto Tametsi do Concílio de Trento foi promulgado, os casamentos mistos começaram a ser vistos como inválidos no Ocidente, não diretamente por serem mistos, mas porque uma condição de validade imposta pelo decreto não foi observada, a saber, que os casamentos fossem contraídos perante o pároco ou um padre delegado por ele e pelo menos duas testemunhas. Mesmo onde o decreto Tametsi havia sido promulgado, a Igreja não achou possível insistir no rigor dessa legislação em todos os países, devido à forte oposição protestante. Entretanto, a legislação era frequentemente aplicada por pais católicos que estipulavam em seus testamentos que seus filhos seriam deserdados se renunciassem ao catolicismo.
O Papa Bento XIV emitiu uma declaração (a “dispensa beneditina”) sobre casamentos nos Países Baixos e na Bélgica (1741), na qual declarou que as uniões mistas eram válidas, desde que estivessem de acordo com as leis civis. Uma declaração semelhante foi feita em relação a casamentos mistos na Irlanda pelo Papa Pio, em 1785, e gradualmente a “dispensa beneditina” foi estendida a várias localidades. Pio VI permitiu que os casamentos mistos na Áustria ocorressem na presença de um sacerdote, desde que nenhuma solenidade religiosa fosse empregada, e com a omissão de anúncios públicos, como prova da relutância da Igreja em sancionar tais uniões. Em 1869, a Congregação da Propaganda permitiu ainda mais esses casamentos, mas somente sob a condição de grave necessidade, temendo que os fiéis “se expusessem aos graves perigos inerentes a essas uniões”. Os bispos deveriam advertir os católicos contra esses casamentos e não conceder dispensas para eles, exceto por razões importantes e não por mera vontade do requerente. Nos países em que o decreto não foi promulgado, os casamentos contraídos de outra forma, chamados de casamentos clandestinos, continuaram a ser considerados válidos até que o decreto foi substituído em 1908 pelo decreto Ne Temere do Papa Pio X, que revogou a “dispensa beneditina”.
Os cristãos católicos têm permissão para se casar com cristãos não católicos batizados validamente se receberem permissão de uma “autoridade competente”, que geralmente é o ordinário local da parte cristã católica; se as condições adequadas forem cumpridas, esse casamento celebrado é considerado válido e, por ser um casamento entre pessoas batizadas, é também um sacramento.
Os casamentos em que ambas as partes são cristãs católicas são normalmente realizados em uma igreja católica, enquanto os casamentos em que uma parte é cristã católica e a outra parte é cristã não católica podem ser realizados em uma igreja católica ou em uma igreja cristã não católica.
Uma condição para a concessão de permissão para se casar com um não católico é que a parte cristã católica se comprometa a remover os perigos de deserção da fé e a fazer tudo o que estiver ao seu alcance para garantir que todos os filhos sejam batizados e educados na Igreja Católica; a outra parte deve estar ciente desse compromisso e obrigação da parte cristã católica.

#### Casamento com um não cristão
A Igreja primitiva não considerava inválido o casamento entre um católico e um não cristão (alguém não batizado), especialmente quando o casamento havia ocorrido antes da conversão do católico à fé. Esperava-se, no entanto, que o cônjuge convertido fosse o meio de trazer a outra parte para a Igreja ou, pelo menos, de garantir a educação católica dos filhos da união. Com o crescimento da Igreja, a necessidade de tais uniões diminuiu e a objeção a elas se tornou mais forte. Mais por costume do que por legislação eclesiástica, esses casamentos passaram gradualmente a ser considerados inválidos, e a disparitas cultus passou a ser vista como um impedimento para o casamento de um católico. Também houve promulgações em nível local contra casamentos com pagãos (Concílio de Cartago, 397, e sob Estêvão I da Hungria, no início do século XI) e com judeus (Terceiro Concílio de Toledo, 589).
Quando o Decretum Gratiani foi publicado no século XII, esse impedimento tornou-se parte do direito canônico. A partir dessa época, todos os casamentos contraídos entre católicos e não cristãos eram considerados inválidos, a menos que fosse obtida uma dispensa da autoridade eclesiástica.
Um casamento entre um católico e um não cristão (alguém não batizado) é considerado inválido pela Igreja, a menos que seja concedida uma dispensa (chamada de dispensa de disparitas cultus, ou seja, uma diferença de adoração) da lei que declara esses casamentos inválidos. Essa dispensa só pode ser concedida sob certas condições. Se a dispensa for concedida, a Igreja reconhece o casamento como válido, mas natural e não sacramental, uma vez que os sacramentos só podem ser recebidos validamente pelos batizados, e a pessoa não cristã não é batizada.

### Consentimento matrimonial
De acordo com o Cânon 1057 do Código de Direito Canônico (1983), o matrimônio é estabelecido por meio do consentimento das partes legitimamente manifestado entre pessoas que são capazes, de acordo com a lei, de dar o consentimento. O consentimento, que nenhum poder humano pode substituir, é a causa eficiente do matrimônio e é definido pelo Cânon 1057.1 como um ato de vontade pelo qual um homem e uma mulher, por meio de um pacto pessoal irrevogável, se dão e se aceitam mutuamente com o propósito de estabelecer o matrimônio. Tal consentimento, no entanto, deve ser manifestado de maneira legítima, ou seja, de uma maneira que tenha sido determinada pela Igreja nas solenidades formais prescritas para a validade do casamento (a forma canônica). As pessoas que manifestam seu consentimento devem ser capazes de fazê-lo de acordo com a lei.

### Novo casamento de viúvas ou viúvos
O ensinamento da Igreja Católica é que um casal casado se compromete totalmente um com o outro até a morte. Os votos feitos no rito do casamento são um compromisso “até que a morte nos separe”. Após a morte de um dos cônjuges, o outro é livre para se casar novamente ou permanecer solteiro. Alguns optam por se tornar sacerdotes ou religiosos, como foi o caso de alguns nos primeiros séculos cristãos, como Santa Marcella, Santa Paula, Santa Galla de Roma [en] e Santa Olímpia, a diaconisa.

## Ministros do matrimônio

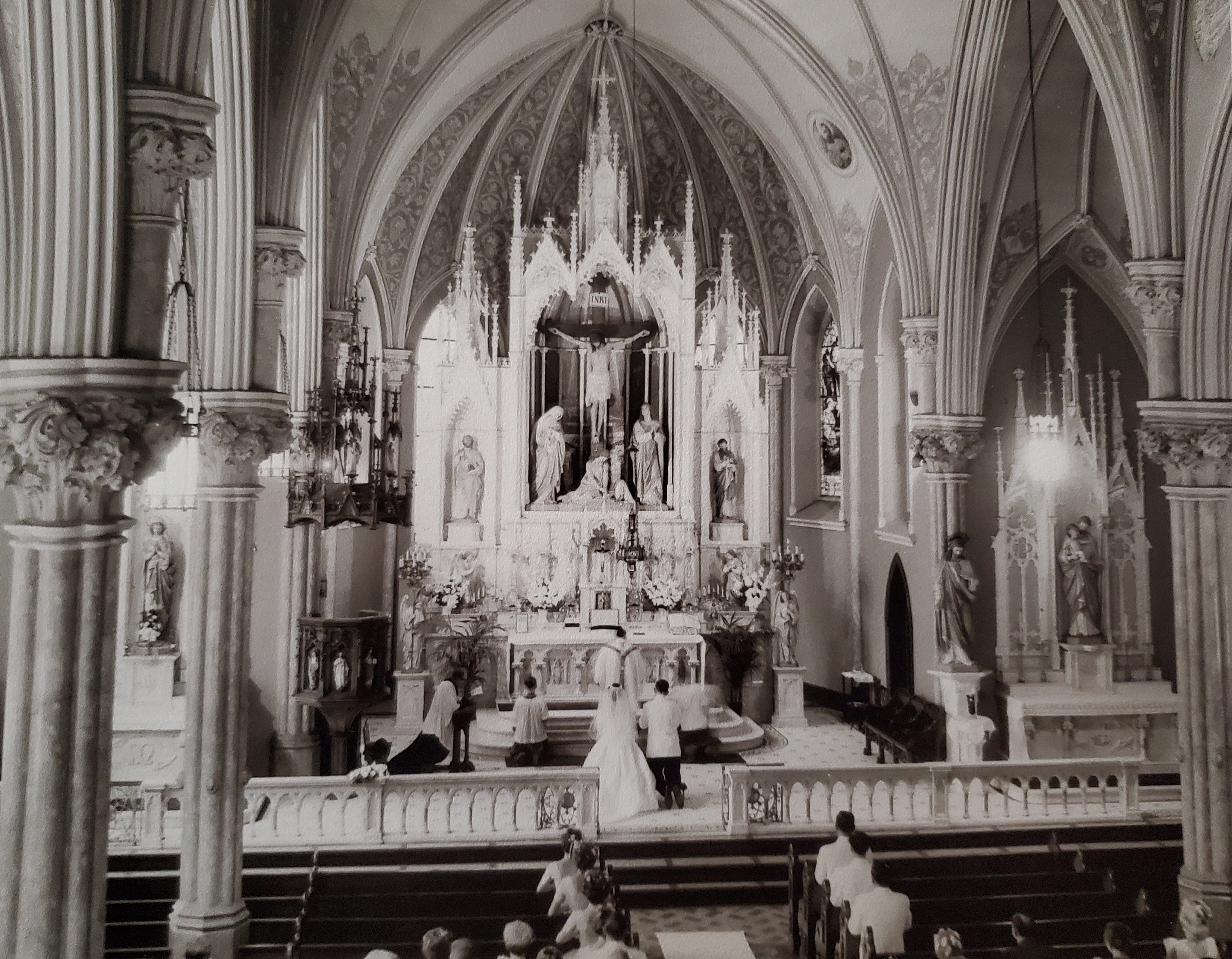
Missa Nupcial Tridentina, 1961.

### Igreja Ocidental
O marido e a mulher devem assinar validamente o contrato de casamento. Na tradição católica latina, entende-se que são os cônjuges que conferem o matrimônio um ao outro. Os cônjuges, como ministros da graça, naturalmente conferem um ao outro o sacramento do matrimônio, expressando seu consentimento perante a Igreja.

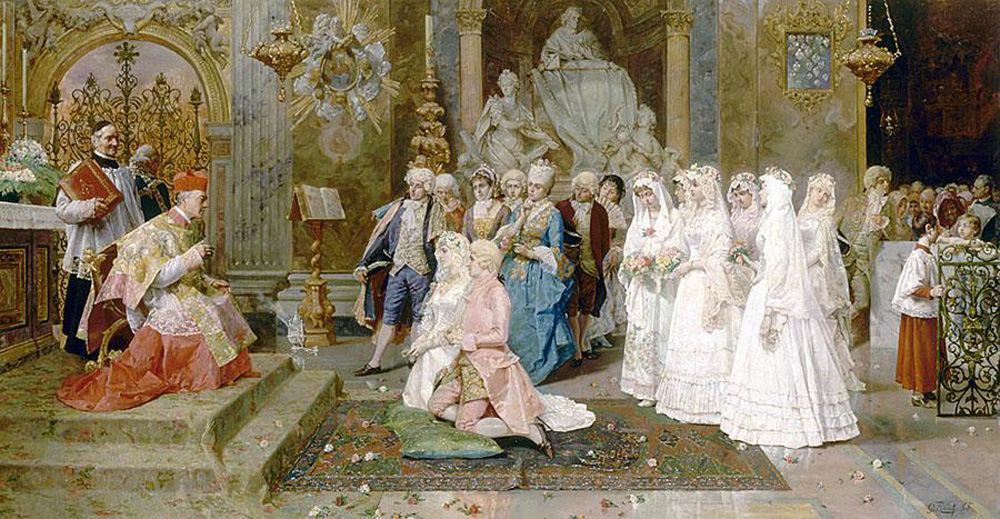
Ceremony of Marriage por Giulio Rosati.

Isso não elimina a necessidade do envolvimento da Igreja no casamento; em circunstâncias normais, a lei canônica exige, para a validade do matrimônio, a presença do bispo local ou do pároco (ou de um padre ou diácono delegado por um deles) e de pelo menos duas testemunhas. O padre tem apenas a função de “auxiliar” os cônjuges para garantir que o casamento seja celebrado de acordo com a lei canônica e deve comparecer sempre que possível. Um leigo competente pode ser delegado pela Igreja ou pode simplesmente comparecer no lugar do sacerdote, caso não seja viável ter um sacerdote presente. Caso não seja encontrado um leigo competente, o casamento é válido mesmo se realizado apenas na presença de duas testemunhas. Por exemplo, em maio de 2017, o Dicastério para o Culto Divino e Disciplina dos Sacramentos concedeu o pedido de um bispo para que uma freira recebesse permissão para oficiar uma cerimônia de casamento em Quebec, devido à falta de padres.

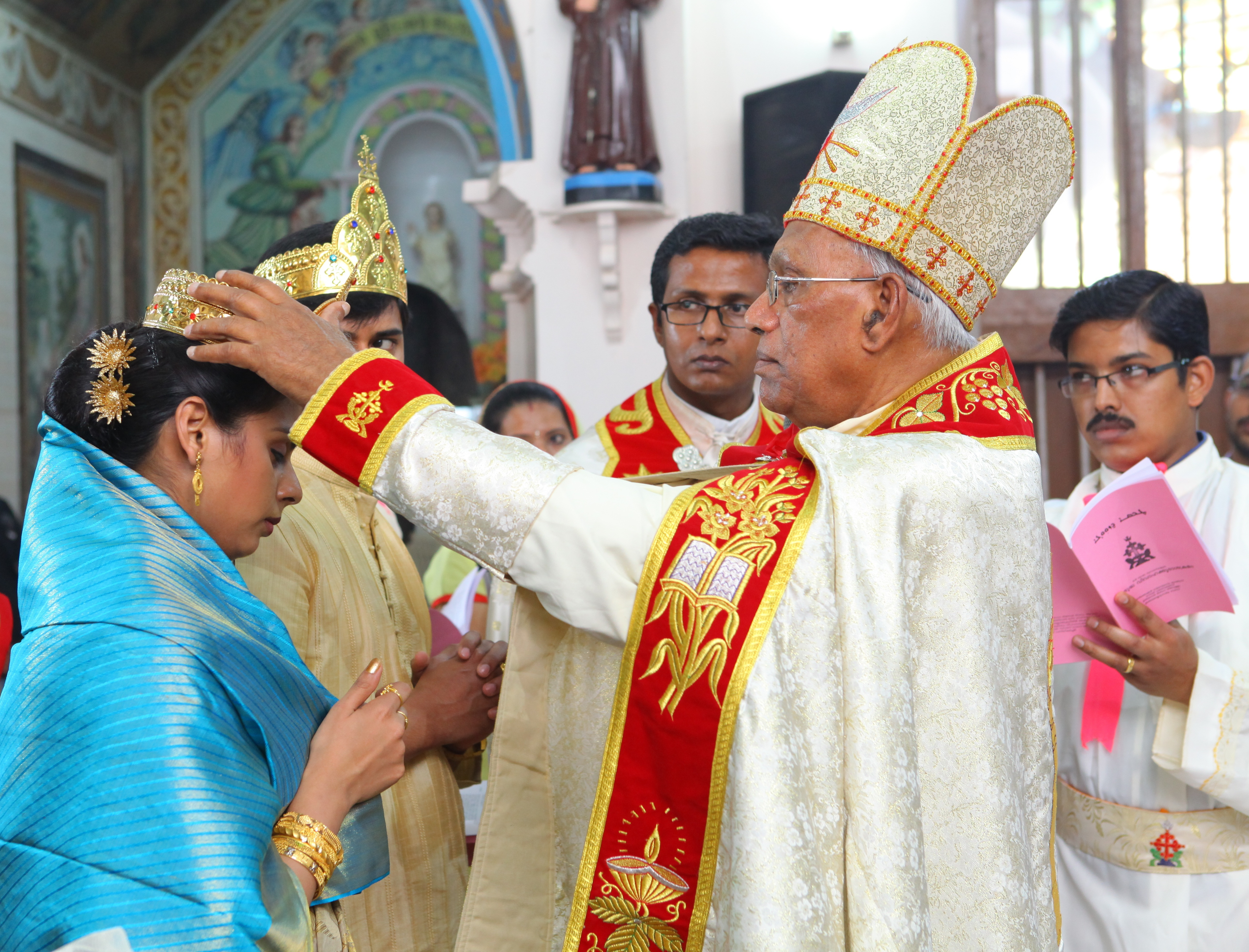
Coroação durante o Santo Matrimônio na Igreja Syro-Malabar. O celebrante principal é o bispo Mar Gregory Karotemprel.

### Igrejas Orientais
As igrejas católicas orientais compartilham a tradição comum de todo o cristianismo oriental, segundo a qual o ministro do sacramento é o bispo ou padre que “coroa o noivo e a noiva como sinal da aliança matrimonial”, uma cerimônia que fez com que o rito fosse denominado Mistério da Coroação [en].

## Indissolubilidade
A teologia católica ensina que um casamento sacramental validamente contraído é acompanhado pela ratificação divina, criando uma união praticamente indissolúvel até que o casal a consuma, após o que o casamento sacramental só pode ser dissolvido pela morte de um dos cônjuges. Um casamento não consumado pode ser dissolvido pelo Papa, como Vigário de Cristo.
Aos olhos da Igreja, mesmo os casamentos naturais validamente contraídos (casamentos em que pelo menos uma das partes não é batizada) não podem ser dissolvidos pela vontade do casal ou por qualquer ação do Estado. Assim, “a Igreja Católica não reconhece ou endossa o divórcio civil de um casamento natural, assim como de um casamento sacramental.” Entretanto, um casamento natural, mesmo que consumado, pode ser dissolvido pela Igreja quando isso favorecer a manutenção da fé por parte de um cristão, em casos conhecidos como privilégio paulino e privilégio petrino. Nesses casos, que exigem a intervenção da Santa Sé, a Igreja admite o divórcio verdadeiro, ou seja, a dissolução real de um casamento válido, o que é diferente de um divórcio concedido por uma autoridade meramente humana, que, de acordo com a teologia católica, não dissolve realmente o vínculo matrimonial.
Embora a violação de alguns regulamentos possa tornar um casamento ilícito, mas não inválido, algumas condições são essenciais e sua ausência significa que não há de fato um casamento válido, e os participantes são considerados não casados de fato. No entanto, o Cânon 1137 declara que as crianças nascidas de um casamento “putativo” (definido no Cânon 1061, sec. 3 como um casamento que não é válido, mas que foi celebrado de boa fé por pelo menos um dos cônjuges) são legítimas; portanto, a declaração de nulidade de um casamento não torna os filhos desse casamento ilegítimos.

### Anulações
A Igreja Católica tem assumido consistentemente a posição de que, embora a dissolução de um casamento natural válido, mesmo que consumado, possa ser concedida em nome da fé cristã de alguém (“in favorem fidei”), embora não por outras razões, e que um casamento sacramental válido, se não consumado, possa ser dissolvido (Ratum sed non consummatum), um casamento sacramental válido consumado é indissolúvel. Não há divórcio em um casamento assim. No entanto, o que é chamado de anulação do casamento ocorre quando dois tribunais eclesiásticos competentes proferem sentenças concordantes de que um determinado casamento não era de fato válido.
Os requisitos para a validade do casamento estão listados no Código de Direito Canônico sob os títulos “Impedimentos Matrimoniais” (como ser muito jovem, ser impotente, já ser casado, ser ordenado), “Consentimento Matrimonial” (que requer, por exemplo, uso suficiente da razão, capacidade psíquica para assumir as obrigações essenciais do matrimônio e ausência de força e medo), e “A Forma da Celebração do Matrimônio” (normalmente exigindo que seja celebrado na presença do pároco ou de seu delegado e de pelo menos duas outras testemunhas).
O ensinamento da Igreja Católica é que a anulação e o divórcio, portanto, diferem tanto na lógica quanto no efeito: uma anulação é uma conclusão de que um casamento verdadeiro nunca existiu, enquanto um divórcio é uma dissolução do casamento. No direito canônico, há inúmeras razões para a concessão de anulações de casamentos que foram celebrados de forma inválida. MacCulloch observou a “engenhosidade” dos advogados católicos romanos ao utilizá-las no contexto histórico.
As anulações não se restringem a casamentos. Um processo semelhante pode levar à anulação de uma ordenação.

## Pecados contra o matrimônio e a castidade conjugal
O ensinamento da Igreja Católica é que o casamento só pode ocorrer entre um homem e uma mulher, com o consentimento livre e voluntário de ambos os parceiros, visando o bem mútuo e a transmissão da vida humana. A Igreja considera que o adultério, o divórcio, o novo casamento após o divórcio, o casamento sem a intenção de transmitir a vida, a poligamia, o incesto, o abuso infantil, a união livre e o casamento experimental são pecados contra a dignidade do matrimônio.  A Igreja também ensina que a castidade deve ser praticada pelos cônjuges, e que os pecados contra a castidade incluem luxúria, masturbação, fornicação, pornografia, prostituição, estupro, incesto, abuso infantil e homossexualidade em qualquer forma.
A Igreja Católica se opõe à introdução do casamento civil e religioso entre pessoas do mesmo sexo. Ela também sustenta que as uniões entre pessoas do mesmo sexo criam um ambiente desfavorável para as crianças e que a legalização dessas uniões prejudica a sociedade. Figuras importantes da hierarquia católica, incluindo cardeais e bispos, expressaram publicamente ou se opuseram ativamente à legislação do casamento civil entre pessoas do mesmo sexo e incentivaram outros a fazer o mesmo, assim como se posicionaram contra uniões civis entre pessoas do mesmo sexo e a adoção homoparental.
No entanto, há um número crescente de católicos em todo o mundo que discordam da posição oficial da hierarquia católica e expressam apoio às uniões civis ou ao casamento entre pessoas do mesmo sexo. Em algumas regiões, como América do Norte e Europa do Norte e Ocidental, há um apoio mais forte aos direitos LGBT (como uniões civis, casamento civil entre pessoas do mesmo sexo e proteção contra discriminação) entre os católicos do que na população em geral.
Em 2021, a Igreja Católica reafirmou sua posição de que "a Igreja não tem o poder de dar a bênção a uniões de pessoas do mesmo sexo". Em 2023, o Dicastério para a Doutrina da Fé esclareceu que os pecadores individuais podem ser abençoados em ambientes não litúrgicos que não confundam a simples bênção com o casamento sacramental, em um decreto chamado Fiducia Supplicans.